# Lluís Gavaldà
Lluís Gavaldà i Roig (Constantí, Tarragona; 15 de abril de 1963) es el cantante y principal compositor del grupo Els Pets.
Licenciado en Filología Anglogermánica por la Universidad de Barcelona, Gavaldà es conocido principalmente por ser cantante, guitarrista y compositor de Els Pets, uno de los grupos más importantes de la historia del rock en catalán.  Con Els Pets han publicado trece discos de estudio con los que ha recibido multitud de premios, destacando los veintidós premios Enderrock que les colocan como el grupo más premiado de la historia. Su obra más popular es "Bon Dia", que como sus 130.000 copias es el disco más vendido del pop en catalán. La trayectoria del grupo ha evolucionado desde sus inicios en pleno boom del rock catalán, pasando de un rock festivo y reivindicativo a un pop de autor detallista donde destacan las letras contumbristas de Gavaldà. 
Aparte de su carrera musical, Gavaldà es articulista del diario Ara desde su fundación y colaborador de Catalunya Ràdio. Ha publicado cinco libros: "Treballs de camp", "Estic prenyat", "El pare que et va matricular", "Lletres" y "Sona la cançó". A nivel audiovisual dirige y presenta el programa de radio "El celobert" desde 2015 en ICat, el cual tuvo su versión televisiva dirigida y presentada por él mismo en 2019. 

## Discografía
- Maqueta (1985)
- Els Pets (1989)
- Calla i Balla (1991)
- Fruits Sex (1992)
- Brut Natural (1994)
- Vine a la Festa (1995). Recopilatorio de directos.
- Bondia (1997)
- Sol (1999)
- Respira (2001)
- Malacara (2002). Recopilatorio.
- Agost (2004)[4]
- Això és espectacle (2006). DVD Documental + directe.
- Com anar al cel i tornar (2007)
- Fràgil (2010)
- L'àrea petita (2013)
- Som (2018)